# San Sebastián de Buenavista
San Sebastián de Buenavista – miasto w Kolumbii, w departamencie Magdalena.